# پورایوو
پورایوو (به لهستانی:  Porajów) یک روستا در لهستان است که در گمینا بوگاتنگا واقع شده‌است. پورایوو ۲٬۵۰۰ نفر جمعیت دارد.